# Sass de la Luna
Il Sass de la Luna è una formazione calcareo marnosa di colore grigio azzurro che affiora nel bacino lombardo.
L'origine del nome è discusso, ma sembra che possa derivare sia dal colore grigio plumbeo, molto simile a quello lunare, di alcuni affioramenti, sia dal nomignolo "sas de lüna" con cui i cavatori bergamaschi dei primi dell'800 erano soliti chiamare questo tipo di roccia.

## Descrizione e ambiente sedimentario
Il "Sas de la Luna" si presenta come un grosso prisma con spessori che variano dalla decina di metri fino ad arrivare ai 330 metri, ed è esteso in tutto il bacino lombardo .
Si può inoltre suddividere la formazione in due membri: una prima parte, con spessore massimo di 120 m, è dominata principalmente da sedimenti emipelagici, mentre una seconda parte, con spessore massimo di 220m, è composta da facies torbiditiche . 
All'interno della formazione è possibile ritrovare radiolari e foraminiferi planctonici e bentonici.